# پرسکت (کانزاس)
پرسکت (به انگلیسی: Prescott) شهری در ایالت کانزاس کشور ایالات متحده آمریکا است که جمعیت آن در سرشماری سال ۲۰۱۰ میلادی، ۲۶۴ نفر بوده‌است.